# Elemental (мікстейп)
ELEMENTAL — спільний мікстейп американських реперів Lil Peep, Ghostemane і JGRXXN, випущений 9 лютого 2016. Всі вони на той момент були учасниками об'єднання SCHEMAPOSSE.

## Історія
6 лютого 2016 JGRXXN анонсував спільний з Піпом та Гостом мікстейп, та показав його обкладинку. ELEMENTAL було випущено через 3 дні — 9 лютого[неавторитетне джерело]. Через тиждень після виходу мікстейпа, JGRXXN випустив обмежену партію футболок з зображенням обкладинки мікстейпа[неавторитетне джерело].
12 січня 2017 JGRXXN розпустив SCHEMAPOSSE та видалив цей мікстейп з SoundCloud[неавторитетне джерело].
21 листопада 2020 року JGRXXN перевипустив альбом, але вже без участі Ghostemane в ньому.

## Трекліст
| #     | Назва                                        | Producer(s)   | Тривалість |
| ----- | -------------------------------------------- | ------------- | ---------- |
| 1.    | «DEATHWISH» (JGRXXN x Ghostemane x Lil Peep) | JGRXXN        | 3:52       |
| 2.    | «Full Metal Saibot» (JGRXXN)                 | JGRXXN        | 3:00       |
| 3.    | «Pray I Die» (Lil Peep)                      | Nedarb Nagrom | 3:34       |
| 4.    | «Choronzon» (Ghostemane)                     | Mr. Sisco     | 2:23       |
| 12:50 |                                              |               |            |